# Gaujienas pagasts
Gaujienas pagasts er en territorial enhed i Apes novads i Letland. Pagasten etableredes i 1822, havde 1.013 indbyggere i 2010 og omfatter et areal på 126 kvadratkilometer. Hovedbyen i pagasten er Gaujiena.